# 불편한 파티

《불편한 파티(Uncomfortable Party)》는 크라잉넛(Crying Nut)이 2009년 8월 12일에 발매한 6번째 정규 음반이다. 8월 10일 수록곡 가운데 4곡(불편한 파티, 착한아이, 비둘기, 귀신은 뭐하나)의 뮤직비디오가 공개됐고, 9월 5일에는 멜론악스에서 6집 발매 콘서트를 열었다. 크라잉 넛의 뮤직비디오 감독이었던 김보람은 훗날 가장 즐거웠던 작업 현장으로 크라잉 넛의 '불편한 파티' 촬영 당시를 꼽았다.

이 앨범부터 이들은 자신들의 연습실에 'TOBADA'라는 녹음실을 만들어서 작사,작곡부터 레코딩까지 모든 작업을 독립적으로 수행할 수 있는 시스템을 완성하게 되는데, 이러한 시스템을 바탕으로 만들어진 곡 'Gold Rush'는 아트록과 메탈이 절묘하게 조화된 수작으로 녹음하는 데만 4-5개월이 소요된 역작이기도 하다. 수록곡 중 비둘기가 가장 많은 대중에게 사랑 받있다.
콤팩트 디스크를 컴퓨터에서 열면 숨겨진 영상을 볼 수 있다.

## 수록곡
- 전체 편곡: 크라잉넛

| #             | 제목                        | 작사·작곡     | 재생 시간 |
| ------------- | --------------------------- | ------------- | --------- |
| 1.            | 〈Crying Nut Song〉         | 한경록        | 2:15      |
| 2.            | 〈착한아이〉                | 한경록        | 4:13      |
| 3.            | 〈불편한 파티〉             | 이상혁        | 3:43      |
| 4.            | 〈루나〉                    | 이상혁        | 4:00      |
| 5.            | 〈만취천국〉                | 김인수        | 2:47      |
| 6.            | 〈비둘기〉                  | 한경록        | 2:04      |
| 7.            | 〈귀신은 뭐하나〉           | 이상혁        | 3:59      |
| 8.            | 〈Wake Up〉                 | 이상면        | 4:37      |
| 9.            | 〈가련다〉                  | 이상면        | 4:50      |
| 10.           | 〈가배물어〉                | 김인수        | 4:55      |
| 11.           | 〈Rose Bang〉               | 한경록        | 4:06      |
| 12.           | 〈빈자리〉                  | 이상혁        | 4:37      |
| 13.           | 〈생일축하〉                | 한경록        | 1:49      |
| 14.           | 〈Gold Rush〉               | 이상혁        | 6:00      |
| 15.           | 〈착한아이〉 (Original Ver) | 한경록        | 4:57      |
| 총 재생 시간: | 총 재생 시간:               | 총 재생 시간: | 58:52     |

## 멤버 역할
- 박윤식 - 보컬, 기타
- 이상면 - 기타
- 한경록 - 베이스
- 이상혁 - 드럼
- 김인수 - 키보드

## 세션
- 최철욱 - 트럼본 (가련다, 가배물어)
- 오정석 - 트럼펫 (가련다, 가배물어)
- 정재현 - 섹소폰 (가련다, 가배물어)
- 이자람 - 피쳐링 (가련다) ※이자람은 어린시절 '예솔이'로 알려진 인물이다.
- 홍초연 - 나레이션 (가배물어)
- 고아성 - 차렷경례 (착한 아이)